# Thornton in Lonsdale
Thornton in Lonsdale est un village et une paroisse civile du Yorkshire du Nord, en Angleterre. Il est situé dans l'ouest du comté, près de la frontière avec la Cumbria et le Lancashire, à environ huit kilomètres au sud-est de la ville de Kirkby Lonsdale. Au recensement de 2011, il comptait 288 habitants et au recensement de 2021, il comptait 300 habitants.